# 周玄
周玄（？—？），字又玄，一字微之，閩縣（今福州市區）人，明朝政治人物。

## 生平
生卒年不詳。林鴻的弟子。永樂年間，授禮部員外郎。曾挾書千卷，前往高棅家中讀書，十年後棄書而去，曰：“在吾腹笥矣。”與黃玄並稱“二玄”，终身师事林鸿。為閩中十才子之一。朱彝尊認為二玄“詩太荏弱，句續字湊，不能成家”。著有《宜秋集》8卷、《周祠部詩》。